# André Lima
André Luiz Barreto Silva Lima (* 3. Mai 1985 in Rio de Janeiro) ist ein ehemaliger brasilianischer Fußballspieler.

## Karriere
Der Stürmer Lima spielte 2007 für Botafogo FR in der brasilianischen Meisterschaft. Er erzielte bis zum 23. August zwölf Tore für seinen Klub und war damit nach dem 20. Spieltag gemeinsam mit Josiel da Rocha von Paraná Clube erfolgreichster Torschütze. Auch in der Copa Sudamericana war er für die Mannschaft aus Rio erfolgreich.
Anfang der Saison 2007/08 wechselte er für 3,5 Millionen Euro (€) zum Berliner Verein Hertha BSC. Nach nur einer Spielzeit, in der er in der Bundesliga bei sechzehn Einsätzen zwei Tore erzielte, wurde er zur Saison 2008/09 zum FC São Paulo ausgeliehen; die Leihgebühr lag bei geschätzten 800.000 €. Er trat für den Klub noch in der Série A 2008 an und konnte diese gewinnen. Im Juli 2009 wurde er für ein halbes Jahr an Botafogo FR verliehen. Die Leihgebühr betrug 150.000 €. Im Februar 2010 wurde er für ein Jahr an Fluminense Rio de Janeiro verliehen. Die Leihgebühr betrug 500.000 €. Außerdem existiert eine Kaufoption. Am 22. Juni 2010 wurde Lima wiederum bis zum Oktober 2010 an Grêmio FBPA weitergereicht. Zur Saison 2011 übernahm der Klub ihn ablösefrei und blieb hier bis März 2013.
Von Grêmio wechselte Lima nach Chiana zu Beijing Guoan. Bereits drei Monate später ging in seine Heimat zurück. Er unterschrieb beim EC Vitória bis Jahresende. Das Folgejahr war Lima beim Coritiba FC unter Vertrag, kam aber zu keinen Einsätzen. Weitere Stationen waren 2015 der Avaí FC und 2016 Athletico Paranaense. 2017 bis 2018 lief Lima nochmals für den EC Vitória. 2019 ging er in die USA, um mit dem Austin Bold anzutreten. Das erste Spiel der Saison 2020 bestritt er noch für den Klub, wurde dann aber dort entlassen.

## Erfolge
São Paulo
- Campeonato Brasileiro de Futebol: Série A 2008

Grêmio
- Taça Piratini: 2011

Atlético Paranaense
- Staatsmeisterschaft von Paraná: 2016

Vitória
- Staatsmeisterschaft von Bahia: 2017

## Auszeichnungen
Botafogo
- Copa do Brasil: 2007 Torschützenkönig